# Víborg
Víborg ([ˈvɨbərk] en ruso: Выборг, en finés: Viipuri [ˈʋiːpuri], sueco: Viborg) es una ciudad portuaria rusa sobre el mar Báltico situada en el interior de la bahía de Víborg, en el istmo de Carelia, a 138 km al noroeste de San Petersburgo y a 38 kilómetros de la frontera con Finlandia. Depende administrativamente del óblast de Leningrado.

## Historia

Escudo de armas de Viipuri (Víborg) como ciudad finesa

Los primeros asentamientos registrados datan del siglo XII, cuando en la orilla oeste del río Vuoksi se establecieron los carelios. En 1293, después de la conquista sueca de Carelia, Torgils Knutsson fundó la ciudad con la construcción de una fortaleza que desde entonces marcaría el carácter de Víborg.
En 1710, Pedro I, zar del Zarato ruso, conquistó la fortaleza tras el sitio de Víborg, pasando esta a ser un dominio ruso. Tras la conquista rusa de Finlandia en la Guerra Finlandesa de 1808-1809, Víborg se incorporó al Gran Ducado de Finlandia bajo la soberanía del Imperio ruso.
En 1917, tras la Revolución de Octubre, Finlandia obtuvo su independencia de Rusia y Víborg pasó a denominarse oficialmente Viipuri durante 22 años, hasta que en 1940 la ciudad regresó a manos rusas a consecuencia de la Guerra de Invierno. Tras la Guerra de Continuación, la ciudad quedó definitivamente bajo el dominio de la Unión Soviética. Entonces, era la segunda ciudad más grande de Finlandia y el acuerdo firmado con la URSS significó la pérdida por parte de Finlandia de un 10% de su territorio, así como el éxodo de unos 400 000 refugiados que fueron reubicados en otras partes de Finlandia, sobre todo en Helsinki, su capital.
El pueblo finés sigue considerando Viipuri como la pérdida más importante de la Segunda Guerra Mundial y mantiene con esta ciudad una relación muy cercana, especialmente en el turismo de fin de semana. Algunos de sus habitantes, además del ruso, hablan tanto el finés como algunos dialectos de Carelia, similares al finés.

## Clima
| Parámetros climáticos promedio de Víborg (1991-2020) | Parámetros climáticos promedio de Víborg (1991-2020) | Parámetros climáticos promedio de Víborg (1991-2020) | Parámetros climáticos promedio de Víborg (1991-2020) | Parámetros climáticos promedio de Víborg (1991-2020) | Parámetros climáticos promedio de Víborg (1991-2020) | Parámetros climáticos promedio de Víborg (1991-2020) | Parámetros climáticos promedio de Víborg (1991-2020) | Parámetros climáticos promedio de Víborg (1991-2020) | Parámetros climáticos promedio de Víborg (1991-2020) | Parámetros climáticos promedio de Víborg (1991-2020) | Parámetros climáticos promedio de Víborg (1991-2020) | Parámetros climáticos promedio de Víborg (1991-2020) | Parámetros climáticos promedio de Víborg (1991-2020) |
| Mes                                                  | Ene.                                                 | Feb.                                                 | Mar.                                                 | Abr.                                                 | May.                                                 | Jun.                                                 | Jul.                                                 | Ago.                                                 | Sep.                                                 | Oct.                                                 | Nov.                                                 | Dic.                                                 | Anual                                                |
| ---------------------------------------------------- | ---------------------------------------------------- | ---------------------------------------------------- | ---------------------------------------------------- | ---------------------------------------------------- | ---------------------------------------------------- | ---------------------------------------------------- | ---------------------------------------------------- | ---------------------------------------------------- | ---------------------------------------------------- | ---------------------------------------------------- | ---------------------------------------------------- | ---------------------------------------------------- | ---------------------------------------------------- |
| Temp. máx. abs. (°C)                                 | 6.9                                                  | 8.4                                                  | 13.8                                                 | 22.1                                                 | 30.0                                                 | 32.9                                                 | 34.6                                                 | 33.4                                                 | 27.4                                                 | 19.1                                                 | 12.0                                                 | 8.6                                                  | 34.6                                                 |
| Temp. máx. media (°C)                                | -3.4                                                 | -3.3                                                 | 1.0                                                  | 7.4                                                  | 14.9                                                 | 19.5                                                 | 22.6                                                 | 20.8                                                 | 15.1                                                 | 7.9                                                  | 2.3                                                  | -1.0                                                 | 8.7                                                  |
| Temp. media (°C)                                     | -6.0                                                 | -6.3                                                 | -2.6                                                 | 3.2                                                  | 10.4                                                 | 15.3                                                 | 18.5                                                 | 16.8                                                 | 11.6                                                 | 5.5                                                  | 0.4                                                  | -3.2                                                 | 5.3                                                  |
| Temp. mín. media (°C)                                | -8.8                                                 | -9.5                                                 | -6.1                                                 | -0.4                                                 | 6.0                                                  | 11.3                                                 | 14.5                                                 | 13.1                                                 | 8.4                                                  | 3.2                                                  | -1.5                                                 | -5.4                                                 | 2.1                                                  |
| Temp. mín. abs. (°C)                                 | -36.8                                                | -35.4                                                | -29.1                                                | -20.9                                                | -5.0                                                 | 0.1                                                  | 5.8                                                  | 2.0                                                  | -3.9                                                 | -11.4                                                | -21.0                                                | -33.6                                                | -36.8                                                |
| Precipitación total (mm)                             | 52                                                   | 43                                                   | 40                                                   | 35                                                   | 43                                                   | 60                                                   | 69                                                   | 79                                                   | 68                                                   | 77                                                   | 70                                                   | 66                                                   | 702                                                  |
| Nevadas (cm)                                         | 22                                                   | 35                                                   | 37                                                   | 8                                                    | 0                                                    | 0                                                    | 0                                                    | 0                                                    | 0                                                    | 0                                                    | 3                                                    | 11                                                   | 116                                                  |
| Días de lluvias (≥ 1 mm)                             | 6                                                    | 5                                                    | 7                                                    | 10                                                   | 14                                                   | 16                                                   | 15                                                   | 16                                                   | 18                                                   | 18                                                   | 13                                                   | 8                                                    | 146                                                  |
| Días de nevadas (≥ 1 mm)                             | 22                                                   | 20                                                   | 16                                                   | 7                                                    | 1                                                    | 0.1                                                  | 0                                                    | 0                                                    | 0.1                                                  | 4                                                    | 14                                                   | 20                                                   | 104.2                                                |
| Humedad relativa (%)                                 | 87                                                   | 85                                                   | 82                                                   | 74                                                   | 68                                                   | 71                                                   | 73                                                   | 77                                                   | 82                                                   | 86                                                   | 88                                                   | 89                                                   | 80.2                                                 |
| Fuente: Погода и климат                              |                                                      |                                                      |                                                      |                                                      |                                                      |                                                      |                                                      |                                                      |                                                      |                                                      |                                                      |                                                      |                                                      |

## Economía
La economía de Víborg se basa principalmente en la industria dedicada a la producción de papel. El turismo finlandés es también muy importante para la ciudad. Dado que Víborg es la primera ciudad rusa de importancia tras el paso de la frontera fino-rusa (sita a 38 kilómetros) y su mayor poder adquisitivo, numerosos finlandeses se acercan a sus mercados populares y a sus numerosas tiendas, buscando especialmente cerveza y vodka.
Cada año se celebra el festival de cine Ventana a Europa.
En 1982 se completó una instalación de transmisión consecutiva de corriente continua de alta tensión (HVDC) para el intercambio de electricidad entre la red eléctrica rusa y la finlandesa, la cual consiste en tres esquemas consecutivos bipolares HDVC con un voltaje operativo de 85 kV y una transmisión total máxima de 1065 MW.
Desde 2010 opera el tren de alta velocidad "Allegro" que une la ciudad con Helsinki hacia el oeste y con San Petersburgo hacia el sur.

## Datos de interés

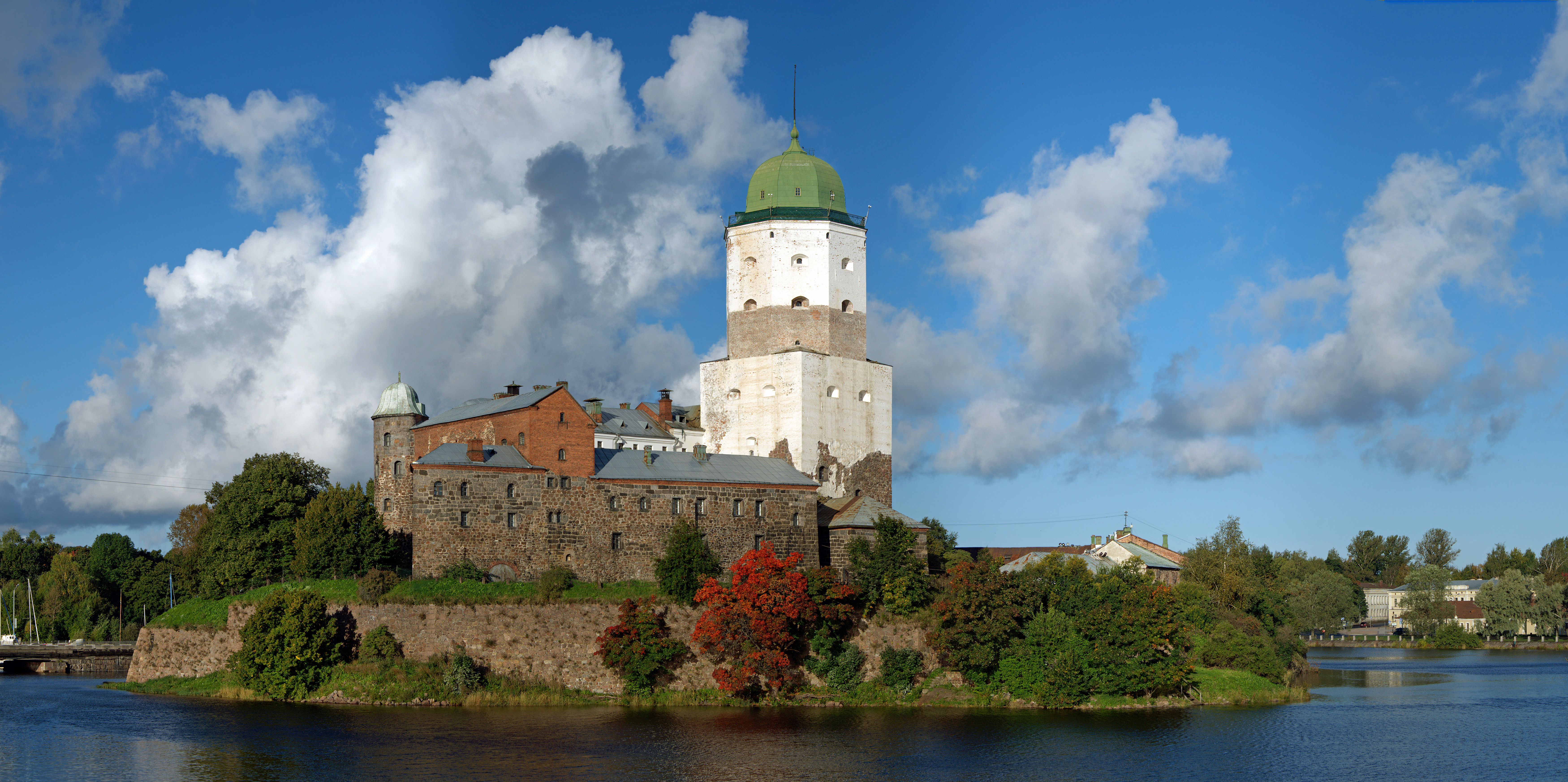
Castillo de Víborg.

El sitio más prominente de la ciudad es el castillo de Víborg construido por Suecia, comenzado en el siglo XIII y reconstruido extensivamente por Rusia entre 1891-1894. La torre redonda y la torre de Rathaus fechan a partir de mediados del siglo XVI.

La biblioteca de Víborg, obra del arquitecto finlandés Alvar Aalto es uno de los grandes referentes en la historia de la arquitectura moderna.

## Personas destacadas
- Armas Järnefelt, compositor y director de orquesta finlandés, nacido en el Gran Ducado de Finlandia.
- Martti Ahtisaari, expresidente de Finlandia.
- Eugeni Berzin, exciclista, ganador del Giro de Italia 1994.
- Viatcheslav Ekimov, doble campeón olímpico de ciclismo.
- Vitaly Petrov, piloto de Fórmula 1.

## Galería

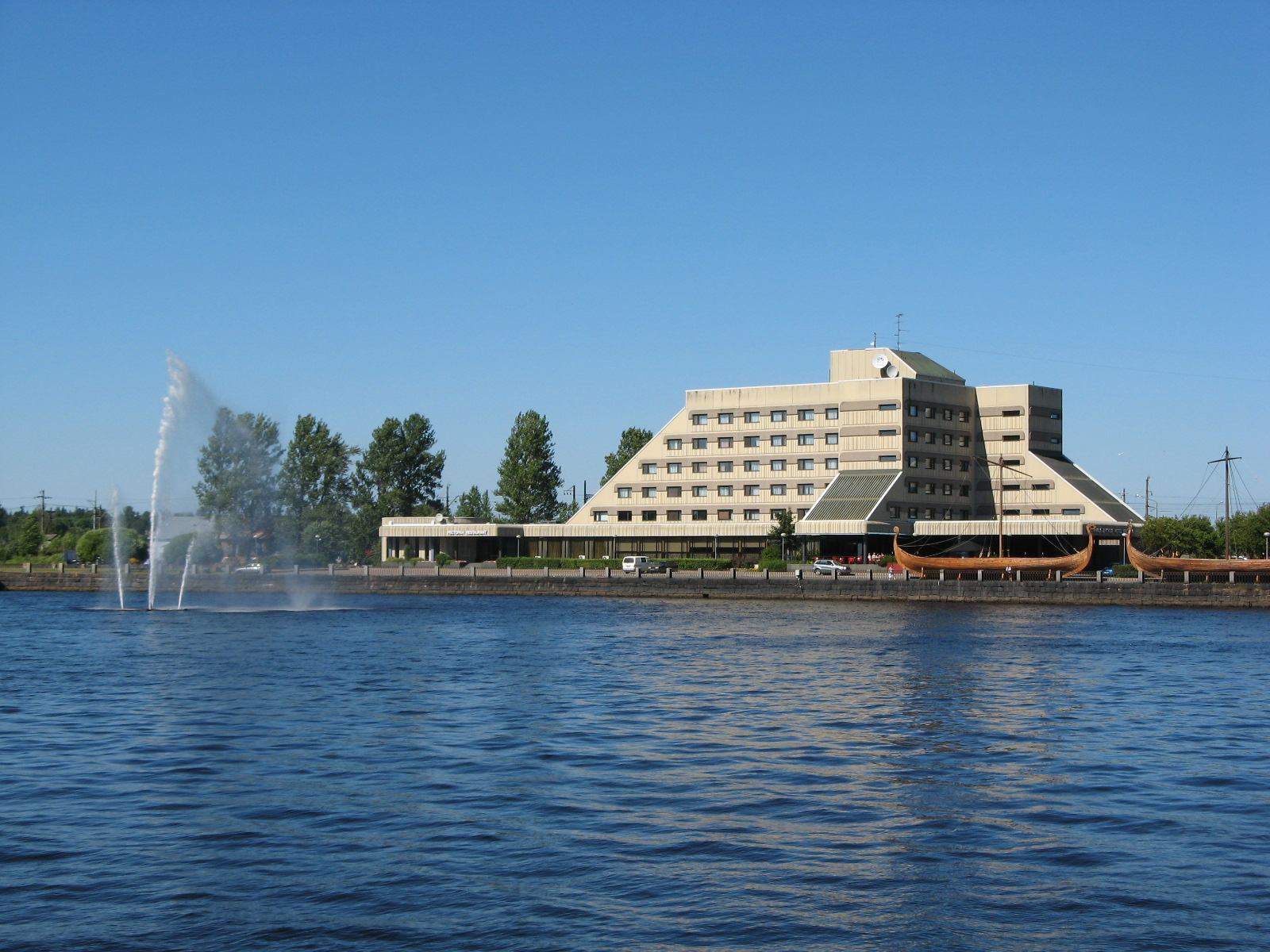
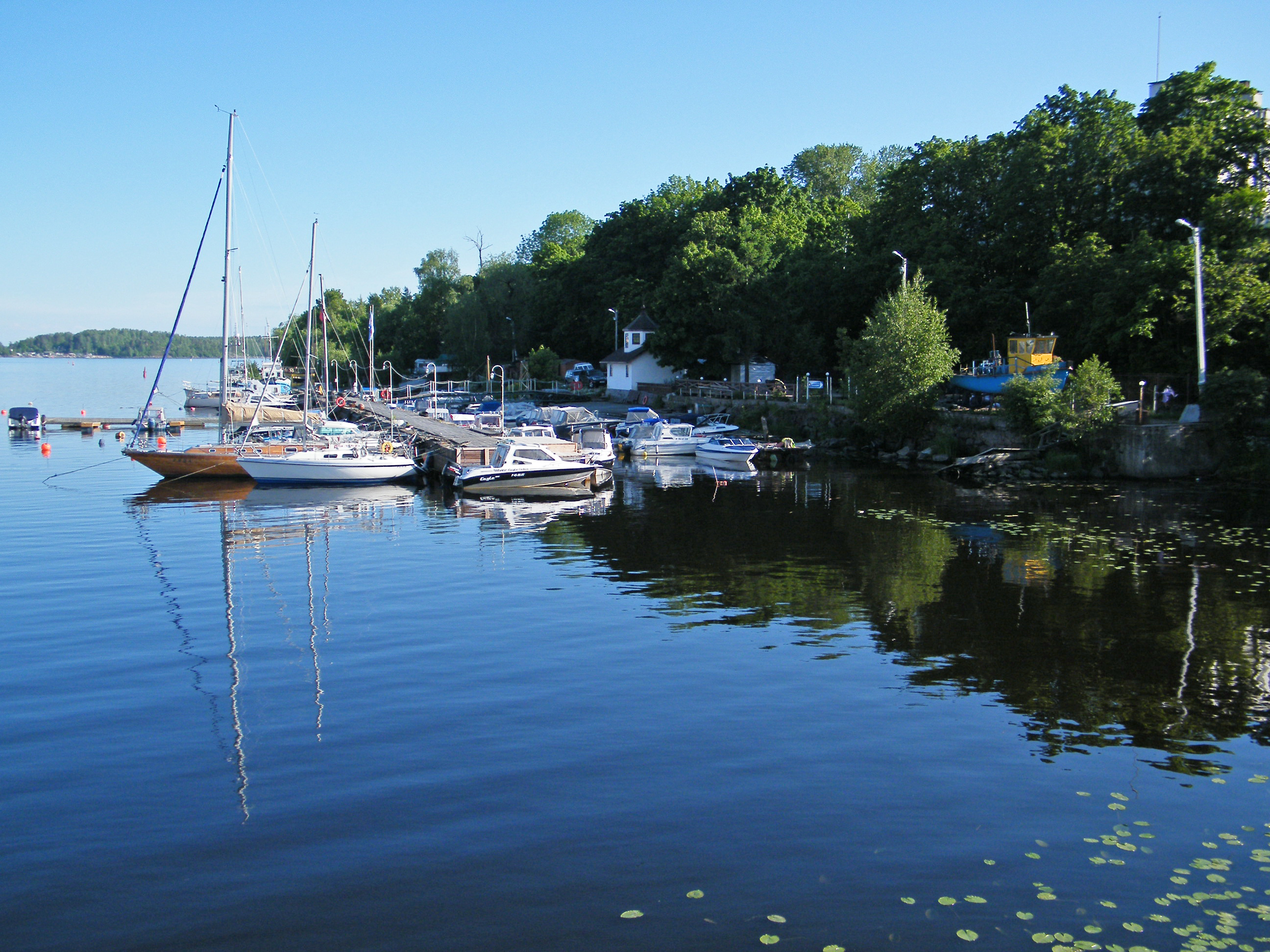
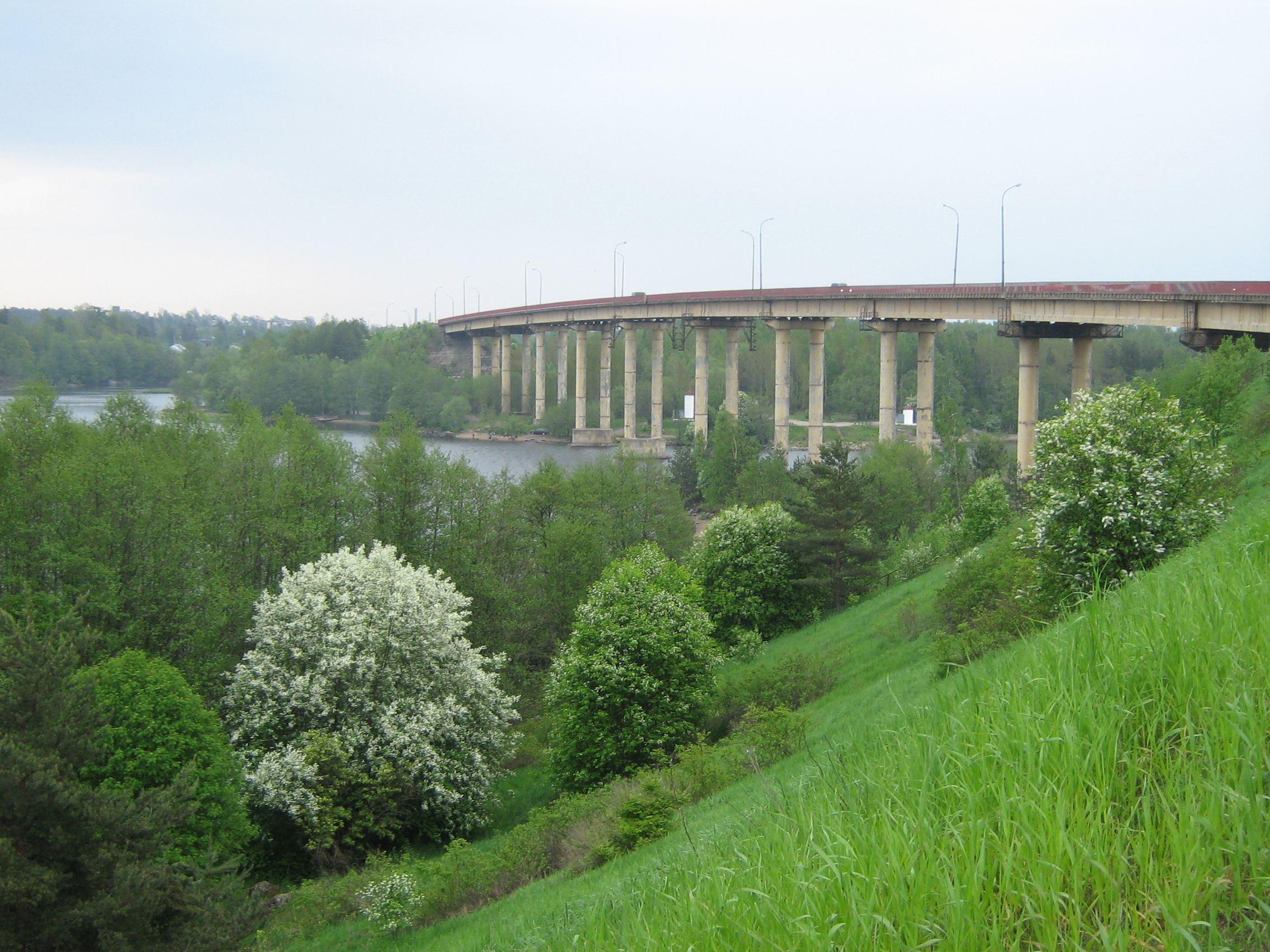

## Demografía
| Gráfica de evolución de Víborg entre 1812 y 2020 |
|                                                  |

## Ciudades hermanadas
- Bodø
- Lappeenranta
- Nyköping
- Ramla
- Stirling
- Imatra
- Hamina
- Greifswald